# Khamoshi: The Musical
Khamoshi: The Musical (hindi: ख़ामोशी; italiano: silenzio) è un film indiano del 1996 diretto da Sanjay Leela Bhansali. Il film vede protagonisti Nana Patekar, Manisha Koirala, Salman Khan, Seema Biswas e Helen, e segna il debutto registico di Sanjay Leela Bhansali. Il film ha vinto numerosi riconoscimenti, ma non ha avuto successo al botteghino.